# Jay-Jay Okocha
Augustine Azuka "Jay-Jay" Okocha (sinh 14 tháng 8 năm 1973 tại Enugu) là tiền vệ bóng đá người Nigeria và hiện đã giải nghệ. Trong thời kỳ đỉnh cao phong độ, anh nổi tiếng thế giới với khả năng rê dắt bóng khéo léo, kĩ thuật cá nhân điêu luyện. Năm 2004 anh được bầu chọn vào danh sách của FIFA 100.

## Sự nghiệp
Trước khi sang chơi bóng ở Anh cho câu lạc bộ Bolton Wanderers, anh từng chơi cho các câu lạc bộ Paris Saint-Germain, Fenerbahçe, và Eintracht Frankfurt. Anh chơi cho Bolton một thời gian trước khi chuyển sang Everton. Nhưng huấn luyện viên Walter Smith của Everton lại quyết định đổi anh lấy David Ginola của Aston Villa F.C.. Từ tháng 12/2007, Okocha chơi cho CLB Hull City và giải nghệ vào cuối mùa giải 2008- 2009. Anh đã quyết định sẽ giải nghệ ở mùa bóng 07/08 này nhưng huấn luyện viên Phil Brown của Hull đã thuyết phục anh thi đấu cho Hull thêm một năm nữa. Anh là thành viên của đội tuyển quốc gia từ năm 1993-2006. Anh cũng từng là đội trưởng của Những chú đại bàng xanh và anh giải nghệ sau khi Can 2006 kết thúc. Anh cùng đội tuyển quốc gia tham dự 3 kỳ World cup 1994, 1998, 2002. Năm 1996 anh là thành viên của đội tuyển tham dự Olympics mùa hè 1996 tại Atlanta và giành được huy chương vàng.
Trong sự nghiệp của mình anh đã thi đấu cho đội tuyển quốc gia 75 trận và ghi được 15 bàn thắng.

## Cuộc sống riêng
Anh cưới Nkechi, cũng là một người Nigeria và họ đã có hai người con Daniella và A-Jay. Anh cũng đã gia nhập quốc tịch Thổ Nhĩ Kỳ, tên Thổ Nhĩ Kỳ của anh là Muhammad Yavuz. Anh trai của Okocha là Emmanuel cũng là một cựu cầu thủ quốc tế của đội tuyển Nigeria. Okocha là một người anh em họ của giáo sư Ngozi Okonjo-Iweala, cựu Bộ trưởng Bộ Tài chính của Nigeria, Bộ trưởng Bộ Ngoại giao và Giám đốc quản trị của Ngân hàng Thế giới

### Nhà tài trợ và các nghề kinh doanh khác
Okocha đã xuất hiện trong quảng cáo cho Pepsi, Samsung, V-Mobile và B-29 (bột giặt xà phòng Nigeria). Ông phát hành một DVD trong năm 2004 có tiêu đề "Kĩ năng siêu việt với Jay-Jay", nơi ông giảng dạy những bài thủ thuật cá nhân khó tới trẻ em. Ông cũng có một thời gian ngắn thúc đẩy thương hiệu riêng của ông ở trong nước bằng cách đặt tên Jay-Jay trong cuối những năm 90. Ông cũng sở hữu một quán bar ở Victoria Island, Lagos mang tên "Số 10" (số áo của anh).

## Danh hiệu

### Câu lạc bộ
Borussia Neunkirchen
- Saarland Cup: 1990, 1992
- Oberliga Südwest: 1991

Fenerbahçe
- Prime Minister's Cup: 1998
- Atatürk Cup: 1999

Paris Saint-Germain
- Trophée des Champions: 1998
- UEFA Intertoto Cup: 2001

Bolton Wanderers
- Football League Cup á quân: 2003–04

Hull City
- Football League Championship play-offs: 2008

### Quốc tế
Nigeria
- Africa Cup of Nations: 1994; á quân: 2000; Hạng ba: 2002, 2004, 2006
- Afro-Asian Cup of Nations: 1995

U-23 Nigeria
- Huy chương Vàng Olympic 1996